# Arco dei Tei
La Arco dei Tei ou Porta Pesa est l'une des portes médiévales de Pérouse insérée dans les murs des XIIe et XIIIe siècles situe au bout de la via Pinturicchio et qui donne accès au quartier Porta Pesa.

## Histoire et description
Arco dei Tei est une porte de ville en grès en forme d' ogive datant du XIIe et XIIIe siècles insérée dans les murs de la ville médiévale. Exposée à l'Est, l'arche est située dans le quartier de Porta Sole. Son nom est issu de la famille Tei dont la maison était à proximité.
Aux XIIIe et XIVe siècles des murs plus extérieurs on a construit dans cette zone bordant perpendiculairement les allées extérieures. Au XIXe siècle , ce tronçon de mur médiéval a été démoli pour faire place aux bâtiments et aux portes de la barrière douanière, qui ont à leur tour été démolis au XXe siècle. La porte et la zone adjacente sont toujours appelées « Porta Pesa » en raison de la présence dans le passé de la bascule pour la pesée des chariots.